# Idioma takalak
Takalak (Tagalaka, Da:galag) es una Lengua aborigen australiana extinta mal atestiguada de Queensland.